# George Powell
Pour les articles homonymes, voir Powell.
George Powell (Londres, 1794 - Tonga, 1824), est un navigateur et explorateur britannique, célèbre pour ses expéditions en Antarctique entre 1818 et 1822.

## Biographie
Il entre comme apprenti à 10 ans dans la marine marchande. En 1818, il obtient son premier commandement, celui du Dove de la compagnie de chasse aux phoques Daniel Bennett & Sons. Son premier voyage le mène en Géorgie du Sud (1818-1819) dont il revient avec 4 450 peaux de phoques. En 1819, il reprend la mer avec l' Eliza, navigue sur les côtes de la Patagonie et descend aux îles Shetland du Sud que vient de découvrir William Smith. Il capture alors 18 000 phoques. 
En 1821, il retourne aux Shetland du Sud en compagnie du Dove piloté par John Wright, voyage au nord-nord-ouest et atteint le 8 novembre l'île Smith puis l'île Livingston et l'île Desolation et explore l'île de l'Éléphant à la fin novembre. Le Dove étant plus maniable, Powell rejoint le navire. Il rencontre alors Nathaniel Palmer. Les deux hommes décident de naviguer ensemble vers l'est pour tenter de découvrir de nouveaux terrains de chasse. 
Après l'île Clarence, le 7 décembre 1821 l'île du Couronnement est signalée. Powell y débarque pour en prendre possession. Avec Palmer, ils découvrent les îles Powell et Laurie et continuent vers l'ouest où le pack de glace les bloquent. Ils reviennent alors à l'île Clarence (14 décembre) et observent une activité volcanique sur l'île Bridgeman. Le 22 décembre, les deux hommes atteignent l'île du Roi George. En février 1822, Powell retourne en Angleterre. 
A son retour, pour la Samuel Enderby & Sons (en), il commande le Rambler et gagne l'Australie (10 janvier 1824). Le 3 avril, il rejoint Vavaʻu aux Tonga et ancre son navire à Port Refuge. Il y est tué lors d'une rixe avec les indigènes.